# Жежелівське родовище граніту

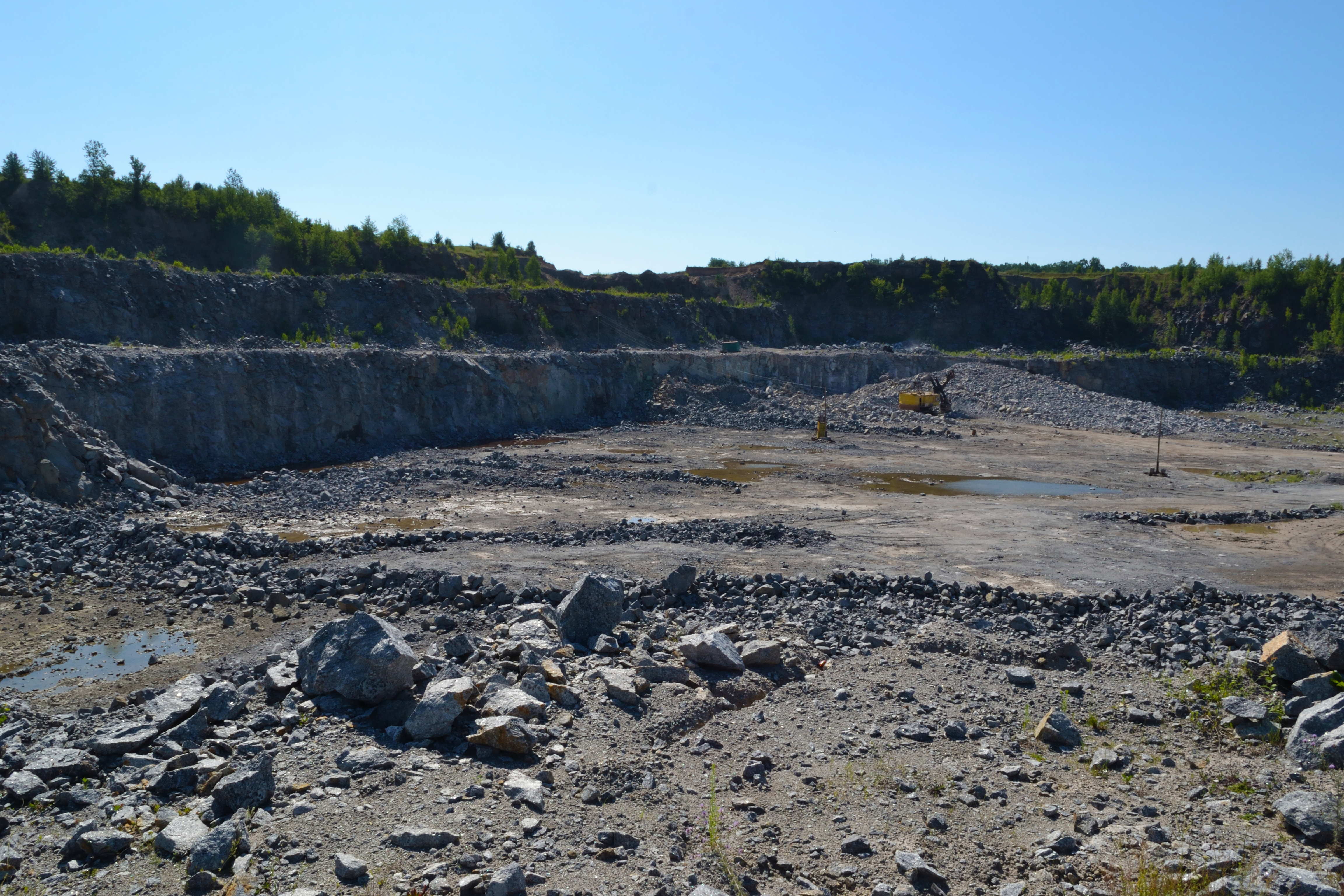
Жежелівський гранкар'єр

Же́желівське родо́вище грані́ту — розташоване в Жежелеві, Хмільницький район Вінницької області України.

## Історія
Розробляється відкритим способом з 1910 року, детально розвідане в 1959 і 1974 роках.

## Галерея

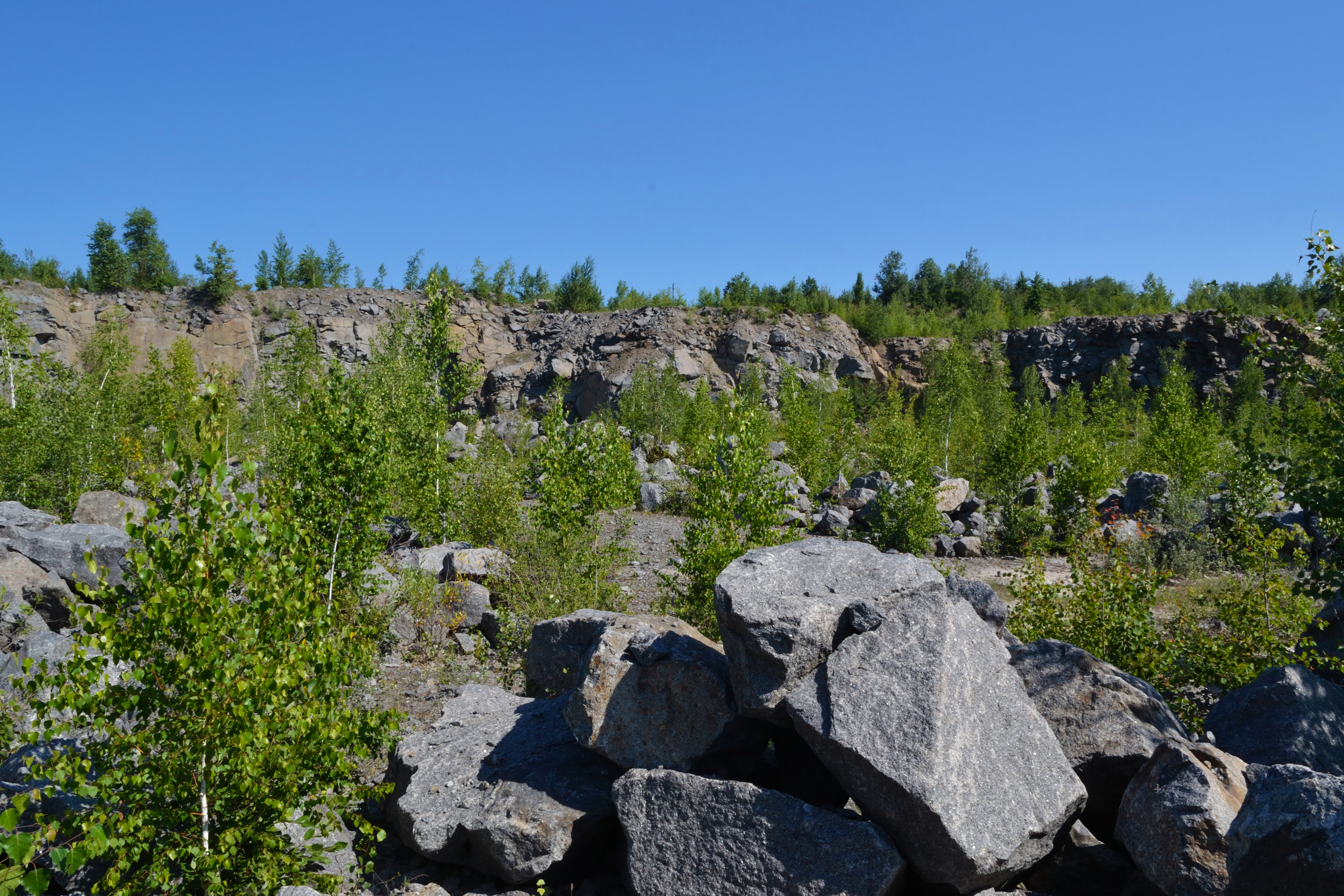
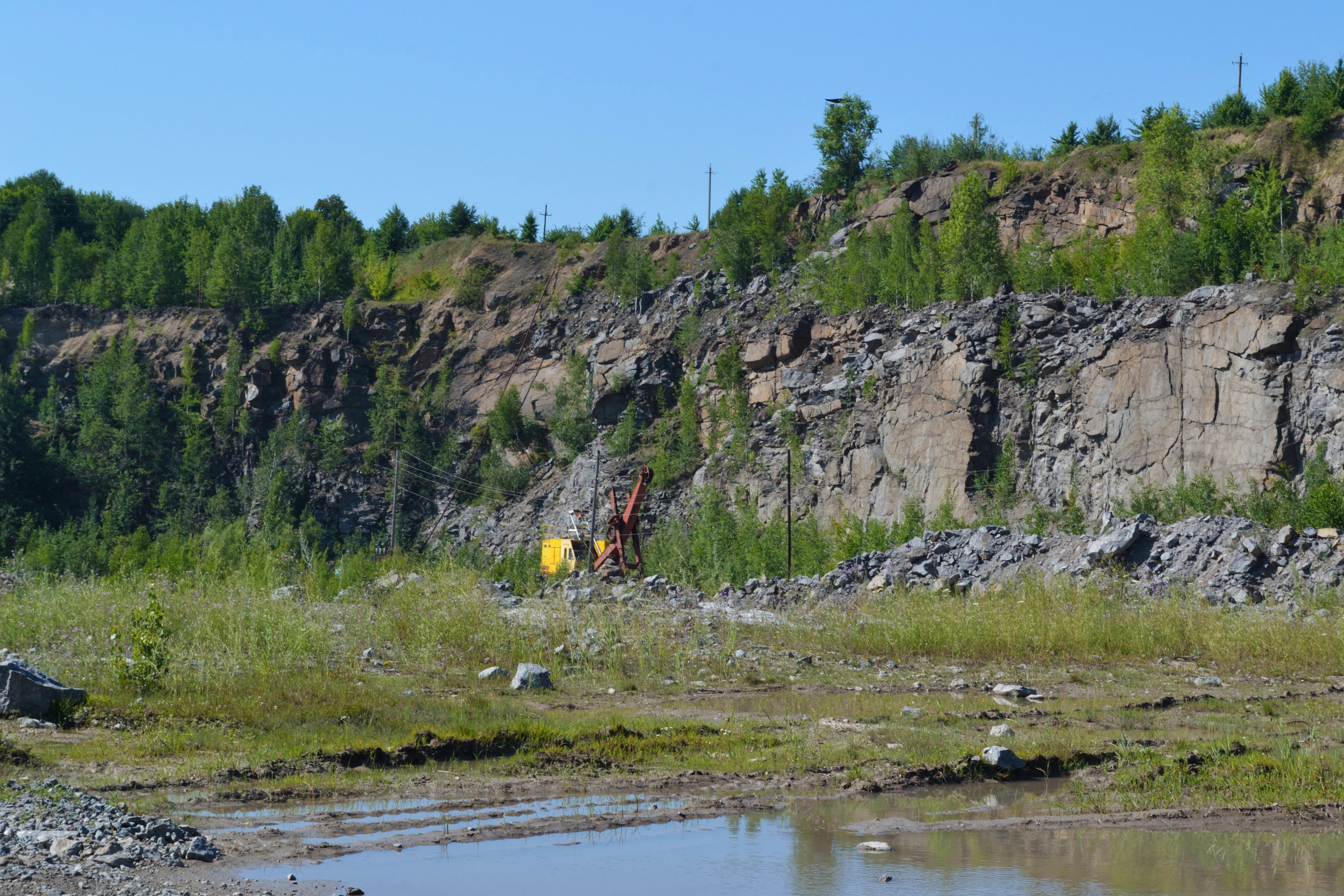
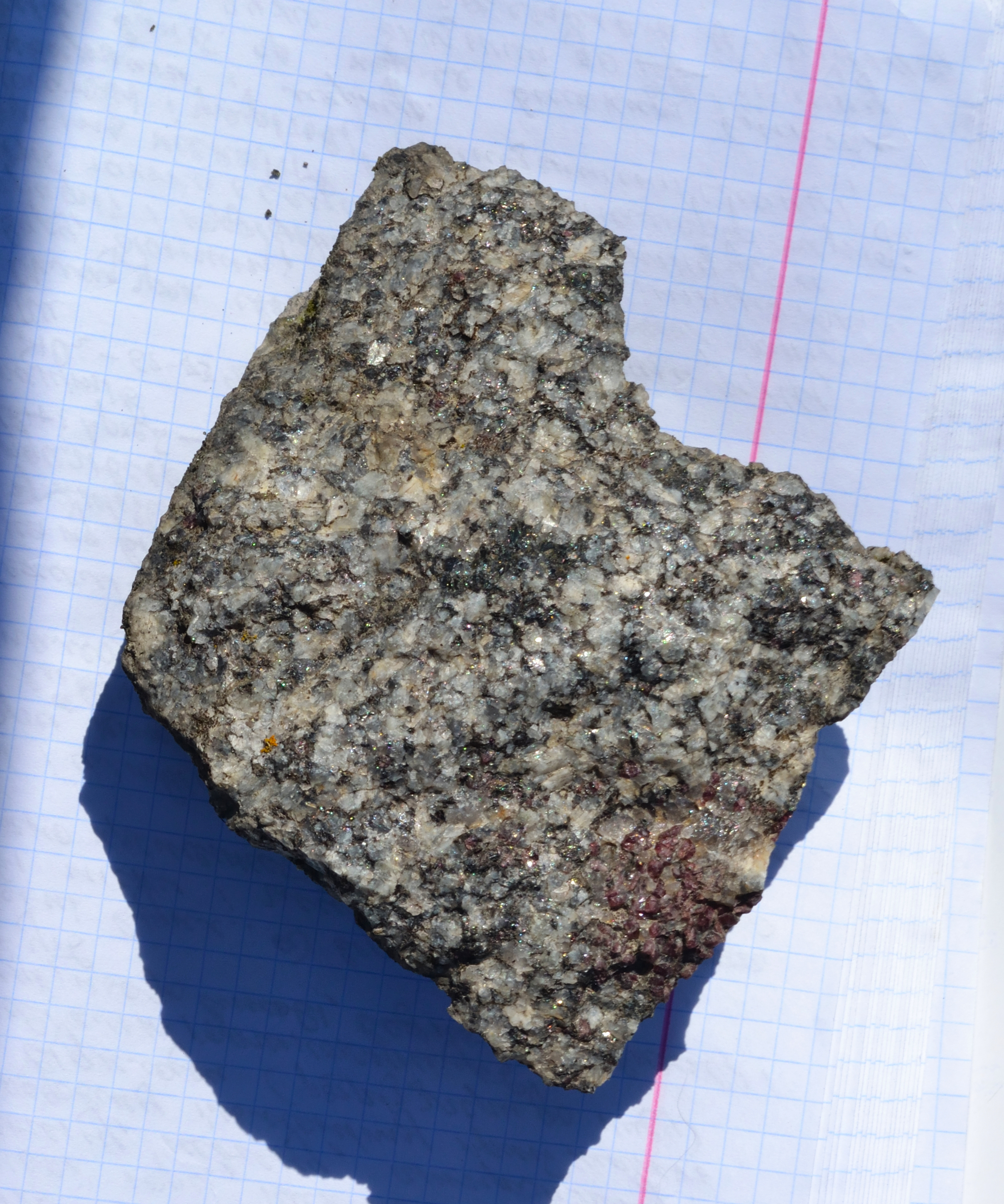

## Характеристика
Балансові запаси граніту 6,4 млн м³. Приурочене до групи докембрійських кристалічних порід Українського кристалічного щита. Середня потужність продуктивної товщі 15-20 м. Покривні породи-піски і суглинки потужністю 1,5-2 м, скельні — до 11 м. Граніт темно-сірий середньозернистий з виділеннями польових шпатів і темнокольорових мінералів. Характерна особливість — наявність скупчень гранату і ксенолітів біотитового ґнейсу, що надають породі плямистий, іноді смугастий малюнок. Питома вага 2,57-2,74 т/м³, тимчасовий опір стисненню (в сухому стані) 140–210 МПа, водопоглинання 0,34%, стираність 0,26 г/см². Граніт добре полірується. Вихід блоків (об'ємом 3 м³) з гірничої маси — 20%. Граніт Жежелівського родовища граніту використовується як декоративний, будівельний камінь та як матеріал ряду скульптур в Україні та за кордоном.